# Felice di Thibiuca
Felice di Thibiuca (247 circa – Cartagine, 303) è stato vescovo di Thibiuca (o Tubzak, odierna Henchir-Gâssa in Tunisia), martire sotto Diocleziano, venerato come santo dalla Chiesa cattolica e patrono di Venosa.

## Agiografia
Nel 303, Magniliano, magistrato di Thibiuca, una località vicino a Cartagine, eseguendo gli ordini imperiali, fece convocare in tribunale il vescovo Felice, il quale si rifiutò di consegnare alla magistratura civile i Libri sacri. 
Venne inviato a Cartagine dal proconsole Anulino e dopo alcuni giorni di carcere, al nuovo rifiuto del vescovo, venne condannato alla decapitazione.
Secondo la sua stessa testimonianza raccolta in punto di morte, aveva 56 anni; il suo corpo venne sepolto nella basilica di Fausto, celebre per le tante sepolture di martiri cristiani.

## Culto
Il Martirologio romano lo riporta alla data del dies natalis, il 15 luglio:
(Martirologio Romano)
Alcune reliquie di san Felice giunsero in qualche modo dall'Africa a Venosa; qui si propagò il culto per il coraggioso vescovo martire al punto da far scaturire leggendarie ricostruzioni della sua vita, secondo le quali non avrebbe subito il martirio a Cartagine, bensì a Venosa dove era stato inviato in esilio. È attualmente copatrono di Venosa.